# Schloss Hückeswagen

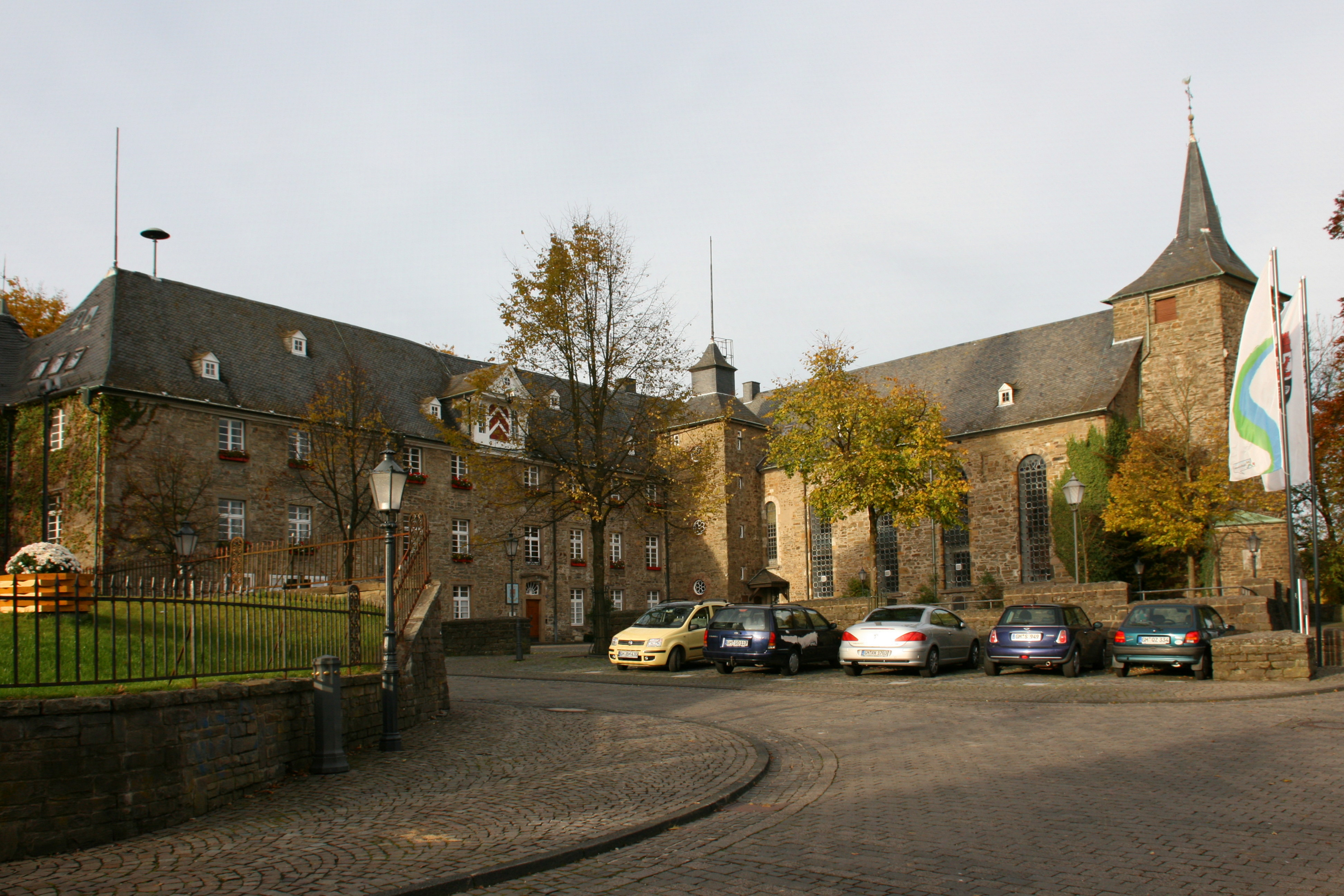
Schloss Hückeswagen

Das Schloss Hückeswagen steht auf einem Bergsporn (308 m ü. NN) mitten in der Stadt Hückeswagen im Oberbergischen Kreis.

## Geschichte
Die Burg Hückeswagen (castrum Hukingiswage) wurde erstmals im Jahr  1189 erwähnt, die Grafen von Hückeswagen aber bereits 1138. Im Jahr 1260 wurde die Grafschaft Hückeswagen an die Grafen Berg veräußert, und die Hückeswagener Grafen siedelten nach Mähren über. In der Folgezeit diente die Burg der Gräfin Margarete von Hochstaden als Witwensitz. Nach andauernden Verpfändungen von Hückeswagen in den folgenden Jahrhunderten wandelte sich 1397 die Bezeichnung in Schloss.
In den folgenden Jahrhunderten befand sich das Schloss meist in einem schlechten Zustand, bis es 1884 zunächst teilweise in den Besitz der Stadt gelangte. Später wurden dort die Stadtverwaltung und das Heimatmuseum untergebracht. Erst 2005 wurden Teile der Stadtverwaltung in das am ehemaligen Hauptbahnhofsgelände erbaute Bürgerzentrum am Etapler Platz ausgelagert.

## Schelmenturm
Einer der markantesten Bestandteile der Anlage ist der Bergfried, der auch „Schelmenturm“ genannt wird. Er wurde wahrscheinlich im ersten Drittel des 13. Jahrhunderts errichtet. Die älteste Ansicht des Schlosses von Erich Philipp Ploennies zu Beginn des 18. Jahrhunderts zeigt den Turm mit 23 Metern wesentlich höher als heute. Die Reduzierung auf zwei Geschosse erfolgte bei Umbau- und Sicherungsarbeiten Anfang des 19. Jahrhunderts.

## Umgebung des Schlosses
Der befestigte Schlossplatz ist mit Fahrzeugen über die Straße Auf'm Schloß in Fortsetzung der durch die historische Altstadt führenden Marktstraße erreichbar. Auf dem mit einer Mauer eingefriedeten Platz steht ein historischer Brunnen, der im Jahr 2007 umfassend saniert wurde. Auch führen Gehwege zum Schloss hoch: einmal von der Bahnhofstraße aus durch den so genannten Schlosshagen (Baumbewuchs mit Gehwegen) oder alternativ über die steile Straße „Marktberg“, die von der Islandstraße abzweigt. An den Schlossplatz grenzt gegenüberliegend der Schlossgarten mit Rosenanlage. Dieser enthielt seit 2002 einen historischen Pavillon, der im Jahr 2018 abgebaut und eingelagert wurde, da er sanierungsbedürftig ist. Direkt neben dem Schloss steht die Pauluskirche. Der Steengaden, ein Rest der ehemaligen Befestigungsanlage, befindet sich unterhalb der Burg an der Islandstraße.

## Bilder

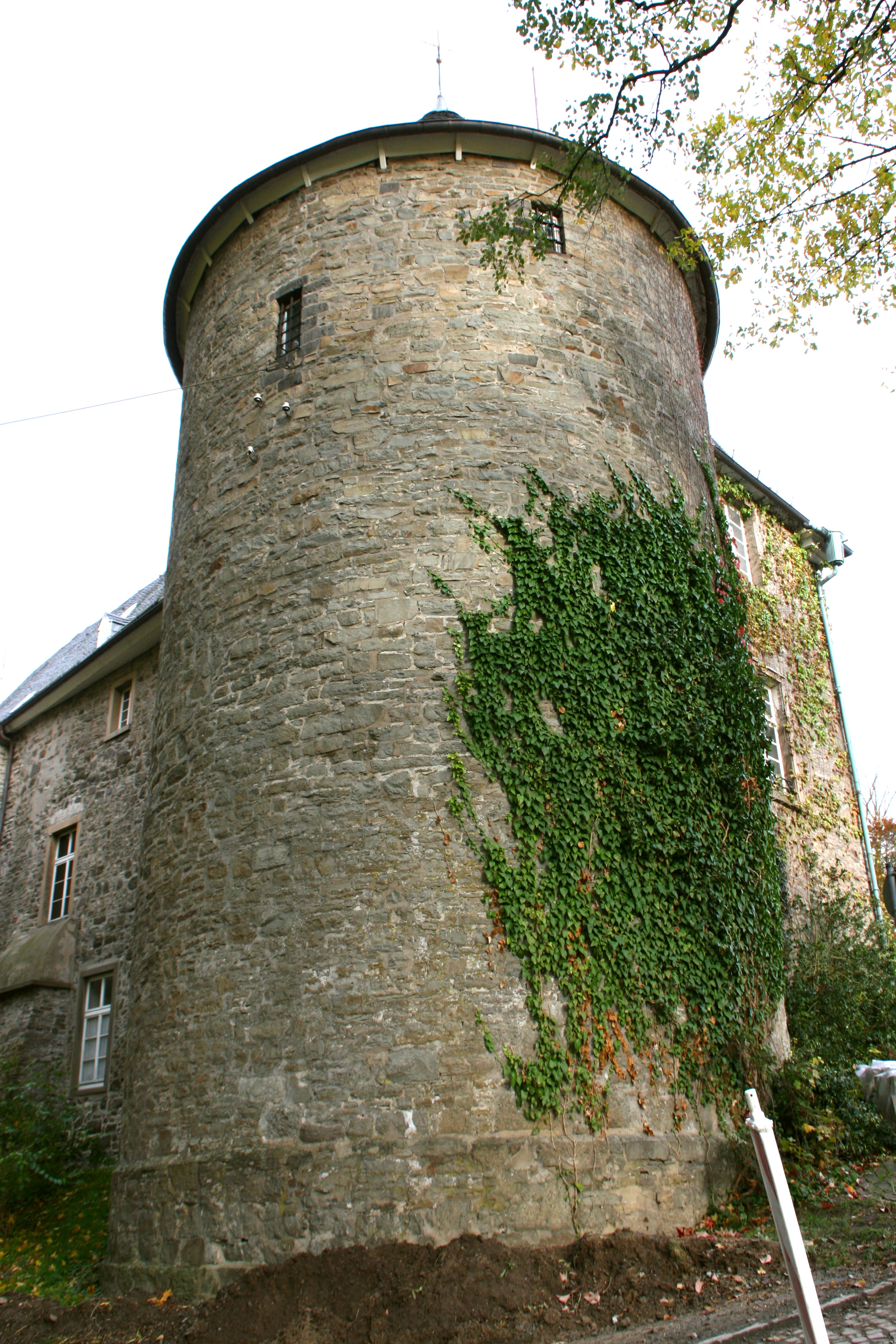
Schelmenturm
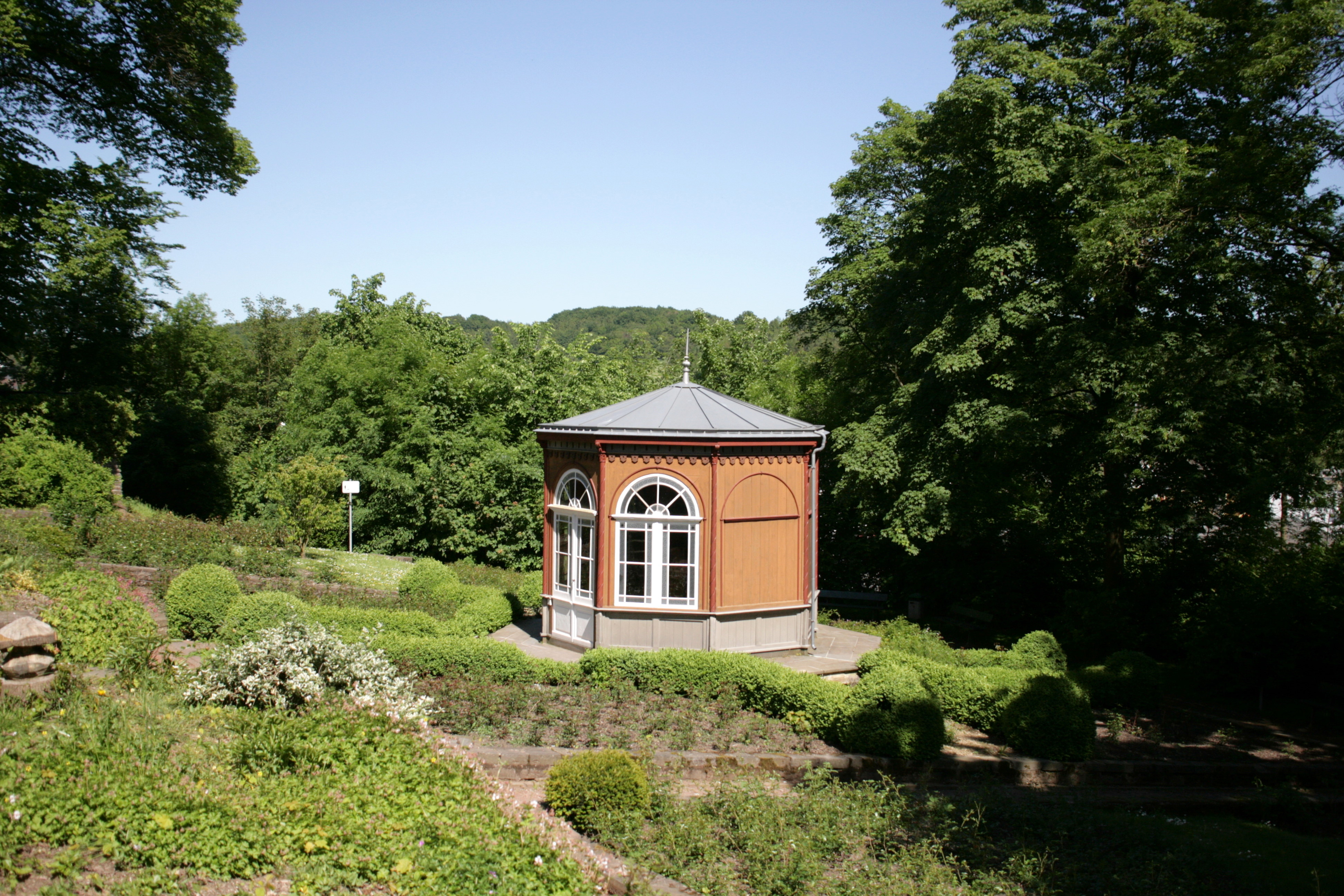
Schlosspark mit Pavillon
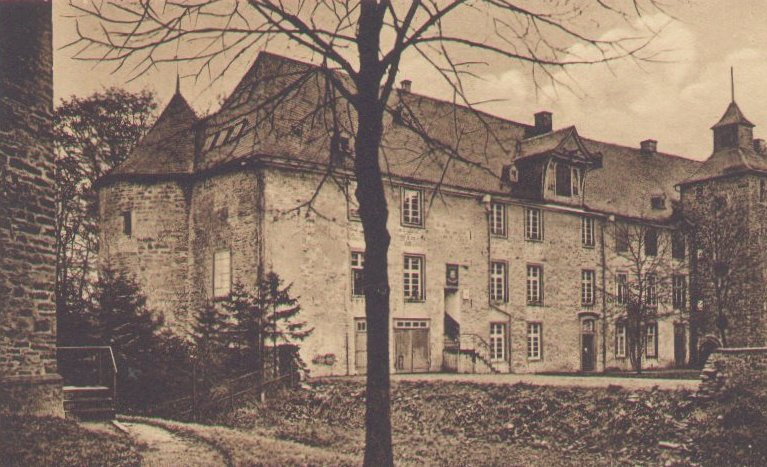
Schlossansicht 1912